# Subkowy
Subkowy (ted. Subkau) è un comune rurale polacco del distretto di Tczew, nel voivodato della Pomerania.
Ricopre una superficie di 78,22 km² e nel 2004 contava 5 188 abitanti.